# Dolophones simpla
Dolophones simpla là một loài nhện trong họ Araneidae.
Loài này thuộc chi Dolophones. Dolophones simpla được Eugen von Keyserling miêu tả năm 1886.